# توفیق ابوعلم
توفیق ابوعَلَم نویسنده و پژوهشگر مصری است. او رئیس هیئت مدیرهٔ مسجد حضرت نفیسه، از مراکز مهم زیارتی و فرهنگی مصر و هم‌چنین معاون اول وزارت دادگستری مصر بوده‌است. از آثار معروف او کتاب اهل بیت است. او در این کتاب به زندگی آل کسا و سیده نفیسه می‌پردازد. این کتاب در کمتر از دو سال نایاب شد. علی‌اکبر رشاد آن را به فارسی ترجمه کرده‌است.